# Funicular de Archanda

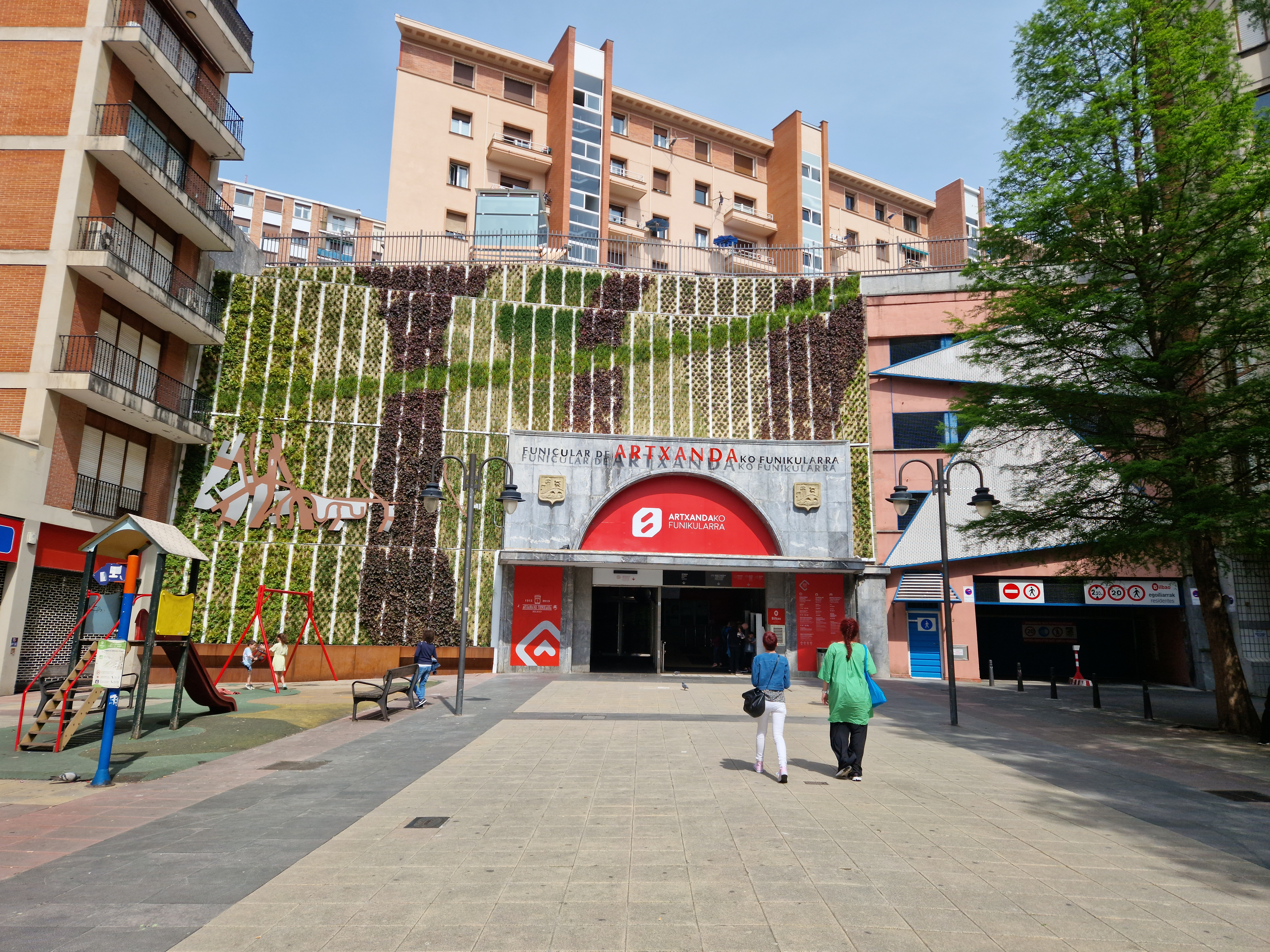
Estação funicular de Archanda

O Funicular de Archanda é um funicular que liga a cidade de Bilbau com o cume do Monte Archanda na Comunidade autónoma do País Basco.

## História
A inauguração foi a 7 de outubro de 1915, operado por uma empresa privada. Quando a empresa faliu em 1939 passou para uma gestão municipal. Foi totalmente renovado em 1983.

## Dados técnicos
- Distância: 770,34 metros
- Desnível: 226,49 metros
- Inclinação máxima: 44,98%
- Capacidade: 70 passageiros por veículo
- Duração da viagem: 3 minutos
- Velocidade: 5 metros por segundo